# Văduva Couderc (film din 1971)
Văduva Couderc  (titlul original: în franceză La Veuve Couderc) este o dramă psihologică italo-franceză în regia lui Pierre Granier-Deferre, lansată în 1971. Este o adaptare a romanului omonim de Georges Simenon, protagoniști fiind actorii Simone Signoret, Alain Delon, Ottavia Piccolo și Jean Tissier. 

## Conținut
În 1934, într-un sătuc de pe un canal din Burgundia, un tânăr străin laconic numit Jean, merge pe drum când o femeie mai în vârstă, în negru, coboară dintr-un autobuz cu un pachet greu. El o ajută să ducă pachetul, o clocitoare de pui, la ferma ei, unde femeia îi oferă muncă și cazare. El acceptă și în curând ea ajunge în patul lui. Este văduva Tati Couderc, care conduce ferma singură cu socrul ei infirm.
Pe cealaltă parte a canalului locuiește cumnata ei cu soțul, care deservesc podul basculant când  trec șalupele pe canal. Amândoi încearcă să o evacueze pe văduvă și să-i ia proprietatea. Au o fiică de 16 ani, Félicie, care deja are un copil, de la un tată incert.
Lui Jean îi place să ajute la fermă și dezvăluie văduvei câte un pic din trecutul său. Tatăl său era bogat, spune el, iar el a vrut să devină medic, dar a ucis un bărbat, ajungând în închisoare din care a scăpat. Văduva îi acceptă povestea, dar încrederea ei este tensionată atunci când Jean nu poate rezista să nu se culce cu ademenitoarea Félicie. Situația le-a scăpat din mâini când cumnata văduvei, punând-o pe Felicie sa-i fure lui Jean actele, află cine este și îl denunță poliției. Într-o noapte, un număr mare de polițiști înconjoară ferma lui Tati, în zori somându-l să se predea. Când Jean trage asupra lor, atât el, cât și văduva sunt uciși în fusilada care urmează.

## Distribuție
- Simone Signoret – Tati Couderc
- Alain Delon – Jean Lavigne
- Ottavia Piccolo – Félicie
- Jean Tissier – Henri Couderc, socrul lui Tati
- Monique Chaumette – Françoise, cumnata
- Boby Lapointe – Désiré,
- Pierre Collet – comisarul Mallet
- François Valorbe – colonelul Luc de Mortemont
- Jean-Pierre Castaldi – inspectorul
- Robert Favart – prefectul
- André Rouyer – jandarmul

## Producție

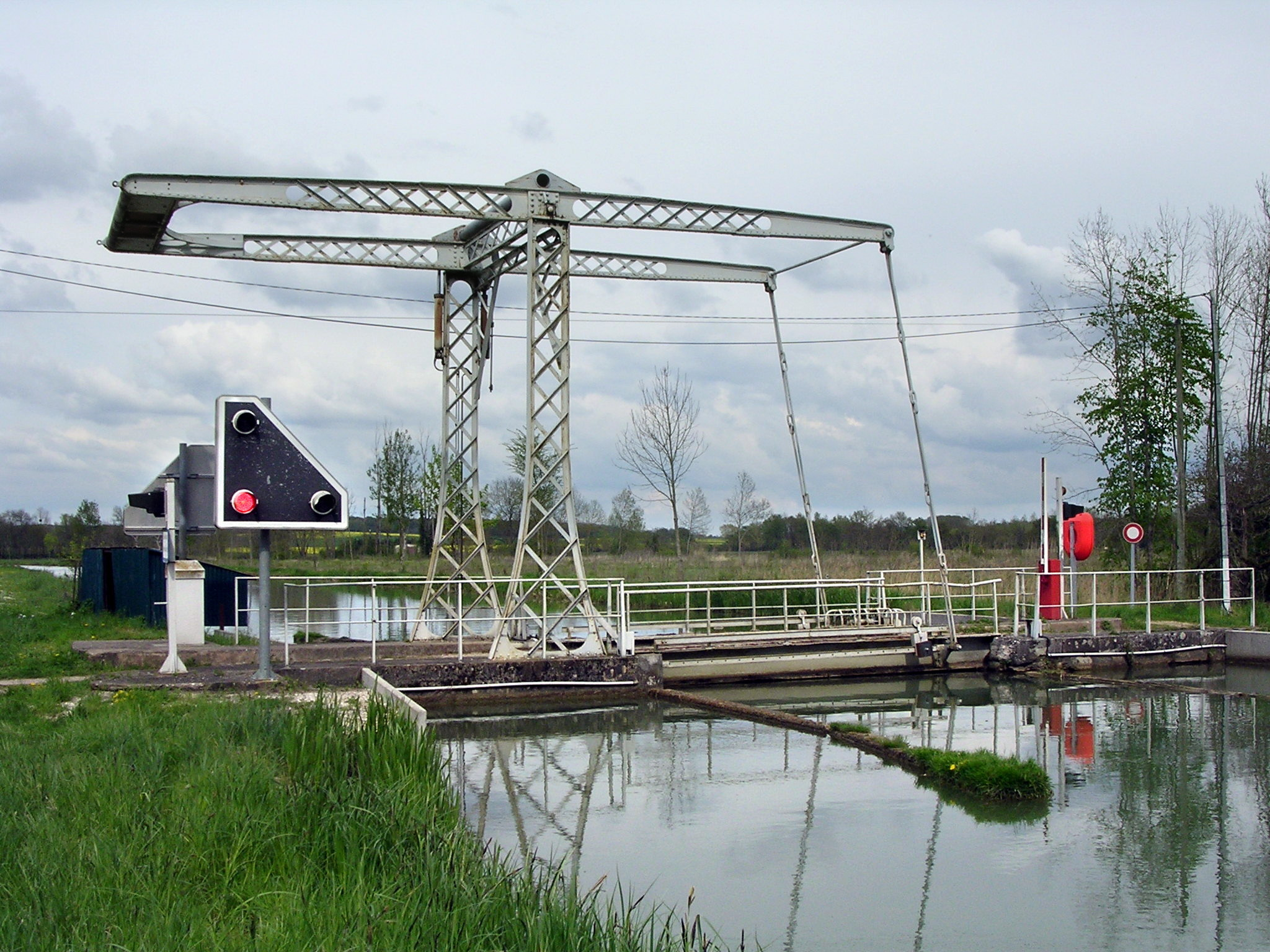
Pod basculant la Cheuge

Filmările au avut loc în perioada mai-iulie 1971, la Cheuge din Côte-d'Or, la ferma Boussageon situată lângă podul basculant care traversează canalul dintre Champagne și Burgundia, precum și în Grey în Haute-Saône.